# Bulbophyllum whitfordii
Bulbophyllum whitfordii är en orkidéart som beskrevs av Robert Allen Rolfe. Bulbophyllum whitfordii ingår i släktet Bulbophyllum och familjen orkidéer.
Artens utbredningsområde är Filippinerna. Inga underarter finns listade i Catalogue of Life.